# Parlamento Sámi de Noruega
El Parlamento Sámi de Noruega (en noruego: Sametinget, en sami septentrional: Sámediggi, en sami meridional: Saemiedigkie, en sami skolt: Sääʹmteʹǧǧ) es el mayor órgano representativo del pueblo Sámi en Noruega. Actúa como una institución de los indígenas Sámis.
El parlamento fue abierto el 9 de octubre de 1989. Se encuentra localizado en la villa de Kárášjohka (Karasjok) en el municipio de Kárásjohka en la provincia de Finnmark. Tiene un total de 39 representantes, que son elegidos por voto directo cada cuatro años en 7 distritos electorales. Su última elección fue el 11 de septiembre de 2017. Al contrario que en otros parlamentos sámis (Suecia y Finlandia), los 7 distritos electorales ocupan toda la superficie de Noruega. Se encuentra presidido por tercera vez desde su creación por Aili Keskitalo de la Asociación Sámi Noruega (NSR)

## Historia
En 1964, el consejo Sámi Noruego fue establecido para ocuparse de los asuntos sámis. Los miembros de este consejo eran escogidos por las autoridades de Noruega. Este organismo fue remplazado por el Parlamento Sámi.
En 1978, el directorio noruego de recurso hídricos y energéticos publicó un plan para la construcción de una presa que inundaría la villa Sámi de Máze. El plan se encontró con la oposición del pueblo Sámi y generó una gran controversia. Como resultado de esto, el gobierno noruego mantuvo una serie de conversaciones entre 1980 y 1981 con una delegación Sámi presidida por la Asociación Sámi Noruega, la Asociación de pastores de renos Sámi y con el consejo Sámi Noruego. Estas conversaciones resultaron en el establecimiento de un comité encargado de discutir problemas culturales sámis y un Comité de Derechos Sámi que se ocupó de las relaciones jurídicas Sámis.
Posteriormente fue propuesto un órgano Sámi elegido democráticamente, resultando en el Acta Sámi de 1987. Además el Comité de Derechos Sámi resolvió en 1988 una enmienda de la constitución Noruega y la adopción del Acta de Finnmark en 2005.
El Acta Sámi (1987:56), señalaba las responsabilidades y poderes del Parlamento Sámi Noruego, fue aprobado por el Parlamento Noruego el 12 de junio de 1987 y tuvo efecto el 24 de febrero de 1989. La primera sesión del Parlamento Sámi Noruego fue el 9 de octubre de 1989 y fue abierta por el rey Olav V.
En el 2000 Harald V inauguró el nuevo edificio.

## Organización
El plenario del Parlamento Sámi de Noruega (dievasčoahkkin) está compuesto de 39 representantes electos directamente desde 7 circunscripciones. El plenario es el máximo órgano del Parlamento Sámi de Noruega y es autónomo en la ejecución de las tareas del Parlamento Sámi de Noruega dentro del marco del Acta Sámi. Los representantes del partido mayoritario ( o una coalición de partidos) forman un consejo de gobierno (Sámediggeráđđi), y eligen un presidente. A pesar de que el cargo de vicepresidente del Parlamento Sámi de Noruega fue eliminada en 2013, el presidente puede nombrar un vicepresidente si lo considera necesario. El consejo de gobierno es responsable de ejecutar los roles y responsabilidades del parlamento en las sesiones plenarias, además de convocar comités en áreas específicas.

### Presidentes
|           | Presidente       | Mandato      | Partido                 |  |
| --------- | ---------------- | ------------ | ----------------------- |  |
|           | Ole Henrik Magga | 1989–1993    | Asociación Sámi Noruega |  |
|           | Sven-Roald Nystø | 1997–2001    | Asociación Sámi Noruega |  |
| 2001–2005 | Sven-Roald Nystø |              | Asociación Sámi Noruega |  |
|           | Aili Keskitalo   | 2005–2007    | Asociación Sámi Noruega |  |
|           | Egil Olli        | 2007–2009    | Partido Laborista       |  |
| 2009–2013 | Egil Olli        |              | Partido Laborista       |  |
|           | Aili Keskitalo   | 2013–2016    | Asociación Sámi Noruega |  |
|           | Vibeke Larsen    | 2016–2017    | No inscrito             |  |
|           | Aili Keskitalo   | 2017–present | Asociación Sámi Noruega |  |

## Localización
Parlamento Sámi de Noruega se encuentra en Karasjok (Kárášjohka), siendo su edificio inaugurado el 2 de noviembre del 2000. También dispone de oficinas en Guovdageaidnu (Kautokeino), Unjárga (Nesseby), Gáivuotna (Kåfjord), Divtasvuodna (Tysfjord), y Snåase (Snåsa).
La ciudad de Kárášjohka está considerada el mayor centro de la cultura Sámi en Noruega. Aproximadamente el 80% de la población de la ciudad es hablante nativa del lenguaje sami, siendo esta ciudad sede de estaciones de radiodifusión, privadas como públicas, además de instituciones como el Museo Sámi y la organización de Comercio e Industria Sámi.

## Edificio

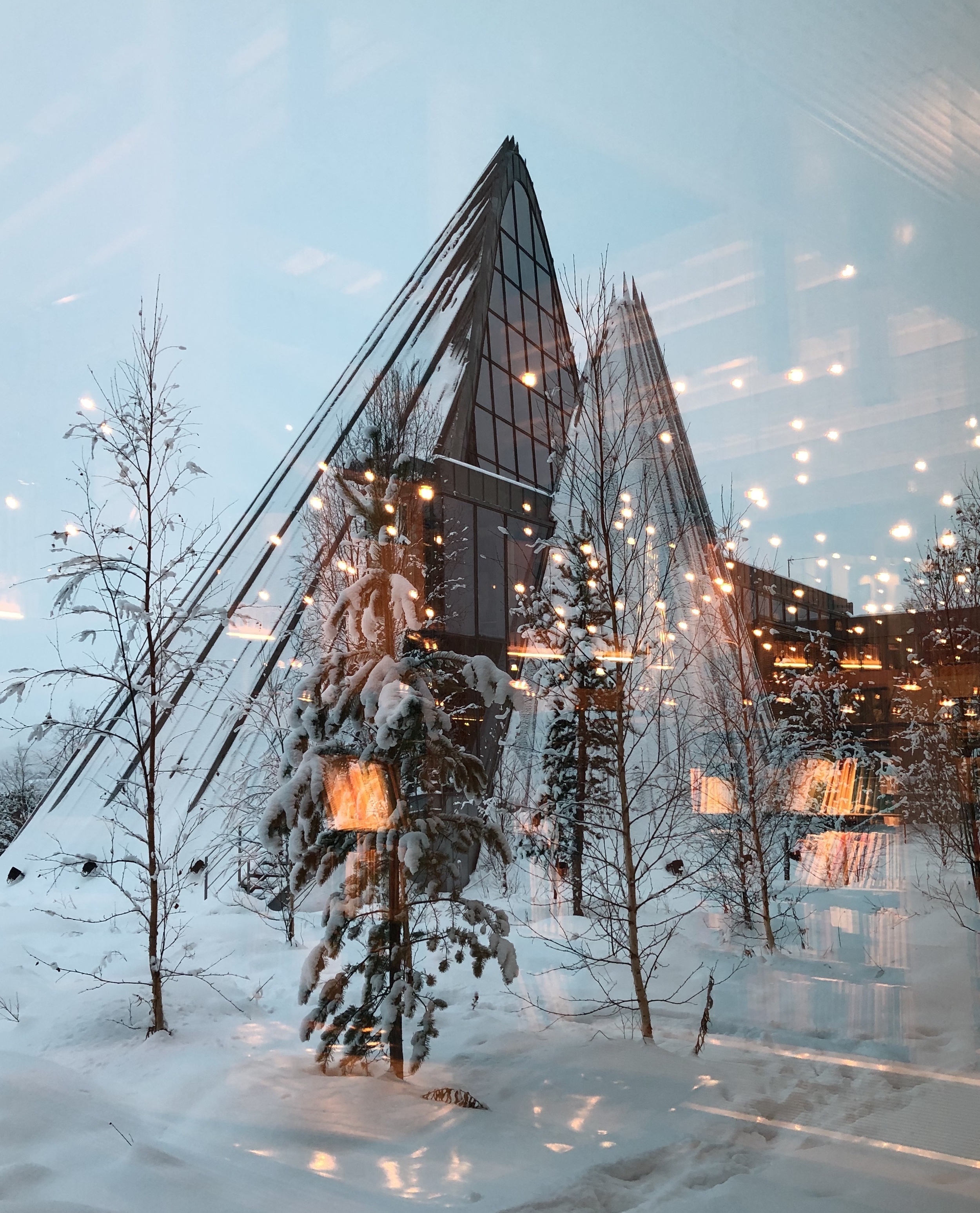
Salón de plenos desde el exterior.

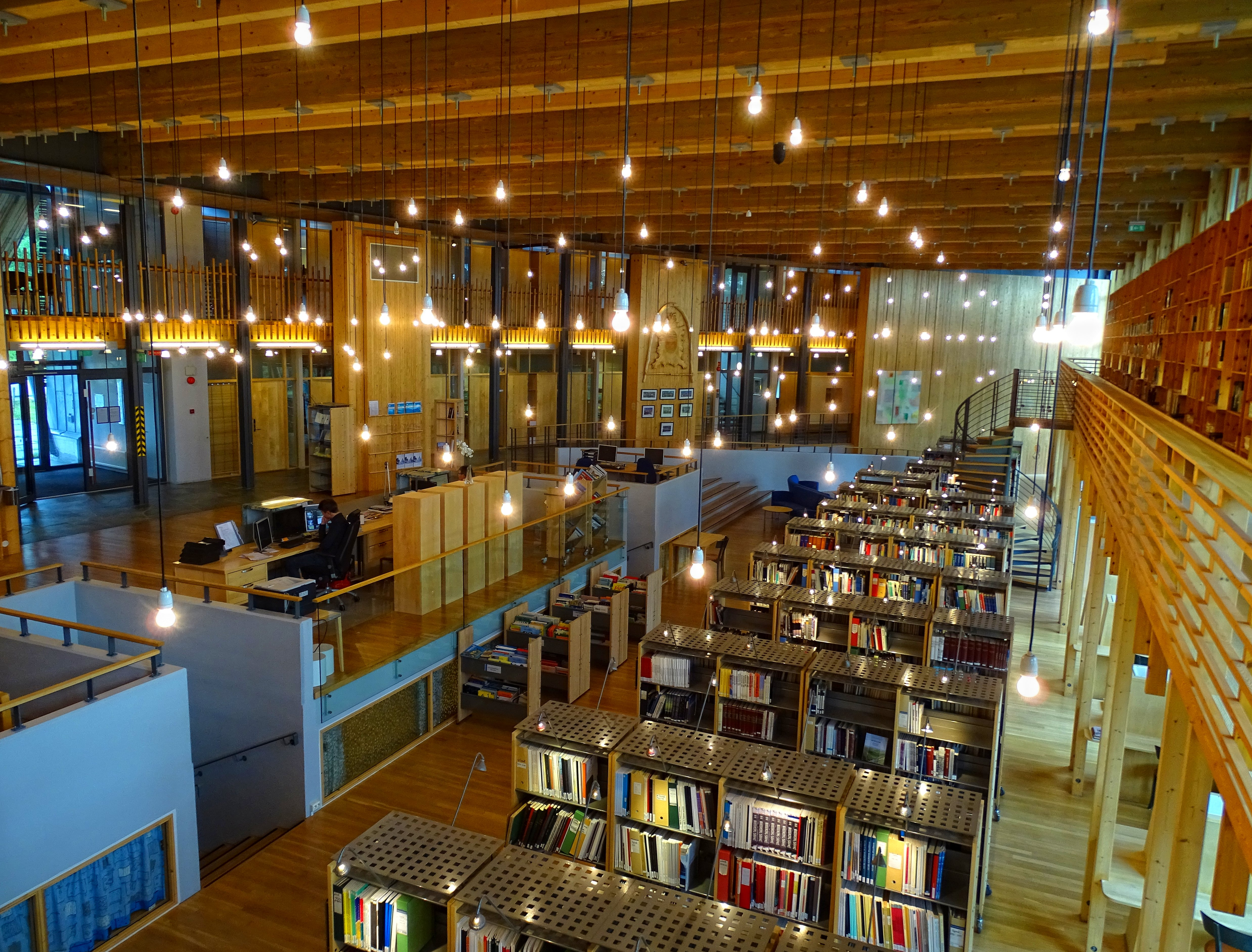
Biblioteca dentro del parlamento

El edificio fue diseñado por lo arquitectos Stein Halvorsen y Christian Sundby, que ganaron el concurso publicado por el gobierno noruego en 1995, siendo inaugurado en 2005. El gobierno pedía que el edificio reflejara "la arquitectura Sámi" y sirviera para dignificar al pueblo Sámi. De eta forma la forma puntiaguda del edificio recuerda la forma de los tipis usados por la cultura nómada Sámi. El edificio también aloja una biblioteca centrada en libros en lenguaje Sámi o temas  relacionados con el pueblo Sámi.

## Responsabilidades
El parlamento trabaja en todos aquellos temas que se consideran relevantes o de interés para el pueblo Sami. Las responsabilidades del Parlamento Sámi de Noruega son : 
1. Servir de órgano político para promover iniciativas políticas del pueblo Sámi.
2. Asumir todas aquellas competencias delegadas por el gobierno noruego o que por ley pertenecen al Parlamento Sámi de Noruega.[5]

La ampliación de competencias que fueron asignadas y transferidas por el gobierno noruego en un principio (1989) fueron pequeñas pero se fueron ampliando con el tiempo, como las siguientes:
- Dirigir el Fondo de Desarrollo Sámi, que es usado como subsidio para organizaciones Sámi y el duodji Sámi (1989).
- Responsabilidad en el desarrollo del lenguaje Sámi en Noruega, incluyendo la asignación de fondos para la lengua Sámi en condados y municipios (1992).

- Responsabilidad en asuntos relacionados con la cultura Sámi, incluido el fondo del consejo noruego para asuntos culturales (1993).
- Protección de los lugares Patrimonio de la Humanidad relacionados con la cultura Sámi (1994).
- Desarrollo de técnicas de aprendizajes Sámis, incluidos la asignación de subsidio con este propósito (2000)
- Elección del 50% de los miembros de la junta en el Condado de Finnmark (2006). Otra de las responsabilices asumidas en el Acta Sámi en la sección 1-5 (1987:56),[2] es que las lenguas sámis y el noruego mantienen el mismo estatus.

## Finanzas

### Fondos
Los fondos del parlamento están garantizados por el estado noruego por varias líneas de financiación. El Parlamento puede distribuir los fondos acorde a sus prioridades. Dentro del gobierno noruego el responsable directo en asuntos Sámis es el ministro de Trabajo e Inclusión social.
El presupuesto total para el Parlamento Sámi noruego ha sido de en torno a 311 millones NOK en 2008, 464 millones de NOK en 2016. Además el parlamento controla el "Fondo del Pueblo Sámi" que fue establecido en el 2000 como compensación a la antigua política gubernamental de noruegización del pueblo Sámi.

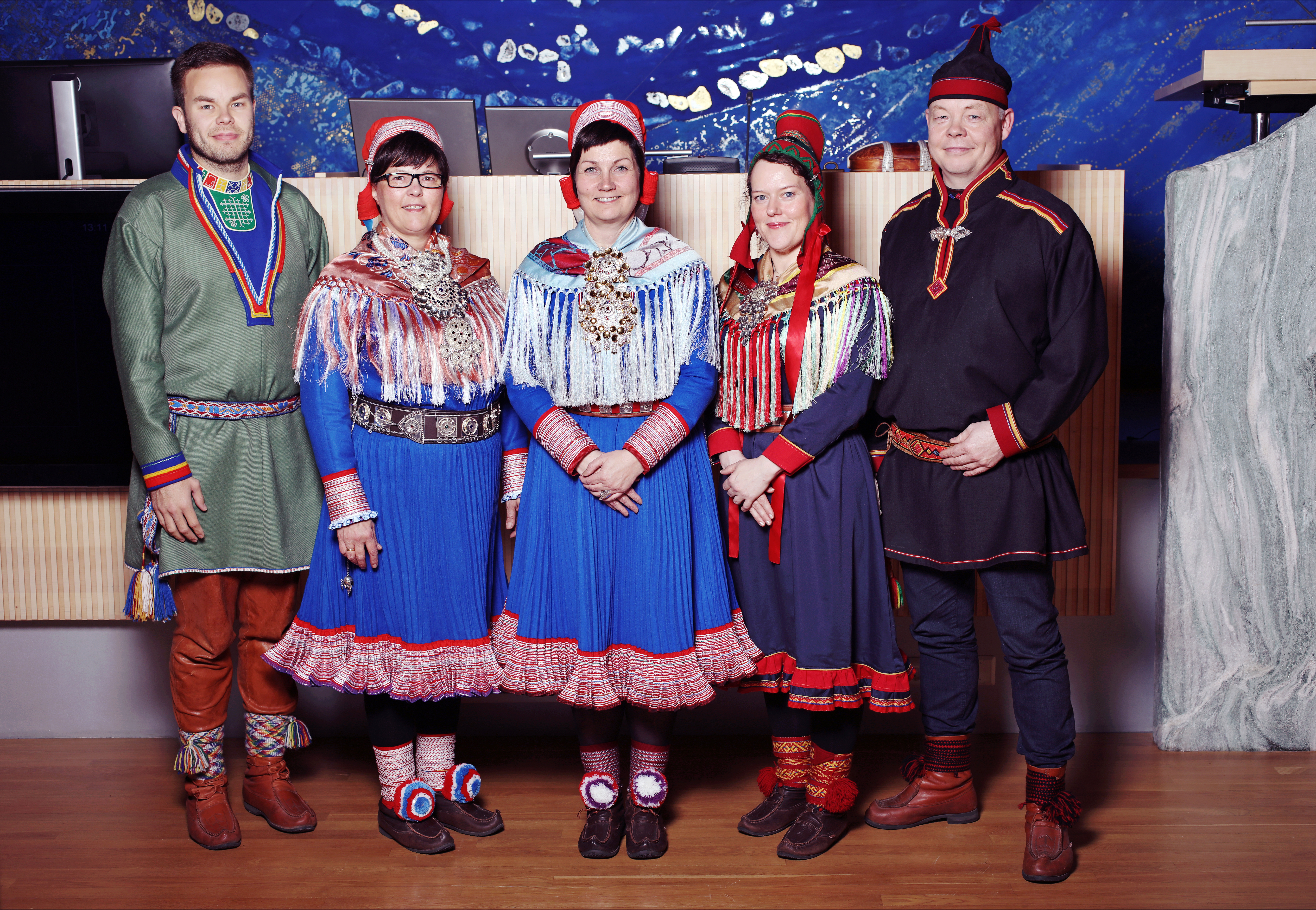
Consejo de gobierno desde 2017.

### Salarios
El salario del presidente es del 80% con respecto al salario de los miembros del gabinete noruego, y el salario de los otros cuatro miembros del consejo de gobierno (Sámediggeráđđi) es de un 75% con respecto al del presidente. El salario del orador es del 80% con respecto al del presidente.

## Elecciones
Para votar o ser electo como miembro del Parlamento Sámi, una persona necesita ser incluida en el censo electoral de parlamento. Este criterio viene estipulado dentro del Acta Sámi en su sección 2-6: "Todo aquel que declare que se considera a sí mismo como Sámi, y tiene como lengua materna el sámi o sus padres, abuelos o bisabuelos cumplan esta condición pueden ser incluidos en el censo electoral, además de aquellos que hallan sido criados por alguien que se encuentre registrado en el censo o que tenga derecho a serlo."
| Partidos | Partidos | Votos  | %    | +/-  | Escaños | +/- |
| -------- | --- | ------ | ---- | ---- | ------- | --- |
|          | Asociación Sámi Noruega (Norgga Sámiid Riikkasearvi, Norske Samers Riksforbund, NSR)                                                                | 3.303  | 28.1 | +3.9 | 16      | +5  |
|          | Partido Laborista Noruego (Norgga Bargiidbellodat, Arbeiderpartiet)                                                                                 | 1,998  | 17.0 | −4.1 | 9       | −1  |
|          | Árja | 911    | 7.7  | –3.8 | 1       | –3  |
|          | Partido de Centro (Guovddásbellodat, Senterpartiet)                                                                                                 | 889    | 7.6  | +2.8 | 2       | +2  |
|          | Partido del Progreso (Ovddádusbellodat, Fremskrittspartiet)                                                                                         | 879    | 7.5  | –1.5 | 1       | –1  |
|          | Nordkalottfolket | 772    | 6.6  | +2.2 | 3       | –   |
|          | Partido Conservador (Olgešbellodat, Høyre) | 752    | 6.4  | –0.6 | 1       | –1  |
|          | Asociación Sámi Noruega y Partido del pueblo Sámi. (Lista unificada) (Norgga Sámiid Riikkasearvvi ja Sámeálbmot Bellodaga oktasaslista, NSR felles) | 493    | 4.2  | –0.5 | 2       | –   |
|          | Agrupación de Pastores de Renos de Kautokeino (Johttisápmelaccaid listu, Kautokeino flyttsameliste)                                                 | 291    | 2.5  | –0.9 | 1       | –   |
|          | Šiella | 272    | 2.3  | +2.3 | 1       | +1  |
|          | Partido del pueblo Sámi (Samefolkets parti) | 238    | 2.0  | +0.2 | 1       | +1  |
|          | Federación del pueblo Sámi (Sámiid Álbmotlihttu, Samenes Folkeforbund)                                                                              | 204    | 1.7  | +1.7 | 0       | –   |
|          | Åarjel-Saemiej Gïelh | 200    | 1.7  | –0.4 | 1       | –1  |
|          | Agrupación de no Pastores de Renos de Kautokeino (Guovdageainnu dálon searvi)                                                                       | 177    | 1.5  | +1.5 | 1       | +1  |
|          | Demócratas sámis and Šiella (Sámedemokrahtat ja Šiella, Samedemokratene og Šiella)                                                                  | 117    | 1.0  | +1.0 | 0       | –   |
|          | Jiehkkevárri | 82     | 0.7  | +0.7 | 0       | –   |
|          | Tierra Sámi (Sámieana) | 78     | 0.7  | +0.7 | 0       | –   |
|          | Agrupación de no Pastores de Renos (Dáloniid Listu, Fastboendes Liste på Sametinget)                                                                | 76     | 0.6  | –2.0 | 0       | –1  |
|          | Partido de la Izquierda Socialista (Sosialistalaš Gurutbellodat, Sosialistisk Venstreparti)                                                         | 25     | 0.2  | +0.2 | 0       | –   |
|          | Votos nulos | 28     |      |      |         |     |
|          | Votos en blanco | 168    |      |      |         |     |
|          | | 11,925 | 100% | 100% | 39      |     |

## Cooperación con el gobierno noruego
Dentro de la administración central noruega, el órgano coordinador para los asuntos Sámis es el Departamento Sámi y de Asuntos de Minorías, dentro del Ministerio de Trabajo y Inclusión Social. Este departamento también coordina las acciones del estado cuando estas afectan a los intereses sámis. El Parlamento Sámi noruego debe de ser consultado cuando el gobierno del estado toque asuntos relacionados con los intereses del pueblo Sámi.